# Marcel Lychau Hansen
Marcel Lychau Hansen, bedre kendt som Amagermanden (født 2. oktober 1965), er en dansk voldtægtsforbryder og dobbeltmorder, der ved et nævningeting i Københavns Byret den 22. december 2011 blev idømt fængsel på livstid for ét rovmord, et voldtægtsdrab samt syv voldtægter, heraf en firedobbelt, begået i tiden fra den 16. februar 1987 til den 25. september 2010.
Marcel Lychau Hansen blev født den 2. oktober 1965. Han voksede op på Tilburg Allé i Tårnby kommune på Amager. Han gik i Skelgårdsskolen i Tårnby. Marcel Lychau Hansen stiftede familie på Holdkærs Ager i Kastrup i 1988 med en ungdomskæreste. De blev aldrig gift og gik fra hinanden efter næsten 20 års samliv i 2007. Sammen har de to sønner.

## Tidligere beskæftigelse
Lychau Hansen arbejdede i 1980'erne som flyttemand i storebroderens flytteforetning tilknyttet 3x34; frem til sin anholdelse arbejdede han endvidere de sidste ca. 12 år på nathold som rengøringsmand for SAS i hangaren i Københavns Lufthavn. Desuden har han været en aktiv fodboldspiller i Sundby Boldklub, og han var indtil sin anholdelse aktiv fodboldtræner for FC Amager. AB70 og sidst AB Tårnby, hvor han sagde op dagen før han blev anholdt.

## Mord

### Rovmordet på Edith Andrup i 1987
Den 16. februar 1987 blev en gerningsmand lukket ind hos den 73-årige enkefrue Edith Louise Andrup (9. april 1913 – 16. februar 1987) i hendes lejlighed på Brøndkærvej i Valby. Her bedøvede han Edith med æter hvorefter han dræbte hende ved at strangulere hende med sine bare hænder. Efter mordet stjal han hendes smykker og penge og efterlod sig et tændt stearinlys samt fire åbne gashaner i køkkenet i et forsøg på at sprænge lejligheden. Marcel Lychau Hansen skulle ifølge tiltalen én måned inden mordet have hjulpet Edith som flyttemand med at flytte hendes møbler. Lychau Hansen blev afhørt flere gange af politiet i 1987, men blev aldrig sigtet for mordet før 2010. Ved Københavns Byret den 22. december 2011 blev han dømt skyldig for rovmordet, men også for forsøg på brandstiftelse, der kunne bringe andre menneskers liv i fare.

### Voldtægtsdrabet på Lene Rasmussen i 1990
Den 29. august 1990 var den 40-årige skolelærer Lene Buchardt Rasmussen cyklet hjemmefra sin lejlighed i Peter Sabroesgade i Københavns Sydvestkvarter. Hun havde medbragt en kikkert, da hun ville studere fugle på Kalvebod Fælled ved Vestamager. Men da hun ikke kom hjem igen om aftenen, slog hendes mand alarm til politiet. Dagen efter, den 30. august 1990, blev der iværksat en eftersøgning af politiet, både med helikopter og hunde. Politiets helikopter fandt den 3. september 1990 hendes cykel, som stod parkeret op ad et træ i Fasanskoven. Senere samme dag fandt man også liget af Lene Buchardt Rasmussen. Hun var blevet voldtaget og kvalt ved omsnøring. Lychau Hansen stjal efter voldtægtsdrabet Buchardts sølvring og ur, formentlig som et trofæ. Sagen havde længe været gået i stå, da DNA-beviser fra sæd fundet på ofret ikke kunne matches til en gerningsmand. Den 1. november 2010 oplyste politiet at manden der myrdede Lene Buchardt Rasmussen også er den samme som begik to voldtægter i henholdsvis 2005 og 2010 – DNA-profilerne fra de tre forbrydelser stemte overens. Ved Københavns Byret den 22. december 2011 blev han dømt skyldig i voldtægtsdrabet.

## Voldtægter
Marcel Lychau Hansen var tiltalt for syv voldtægter.

### Firedobbelt voldtægt i 1995
Den 19. oktober 1995 brød han ind i en villa på Ingolfs Allé på Amager, hvor han bagbandt og voldtog to piger på 14 år, en pige på 15 år samt en kvinde på 23 år. Efter voldtægterne stjal han sølv- og guldsmykker til en værdi af dengang på 65.000 kroner. Yderligere stjal han et dankort, som han hævede 2.000 kroner på ved forskellige hæveautomater i lokalområdet. Nogle af smykkerne blev fundet hos Lychau Hansens ældste søn under en ransagning i december 2011.

### Kollegievoldtægten i 2005
Den 3. maj 2005 brød han ind på et kollegieværelse på Amagerkollegiet nær Ørestad på Amager, hvor han voldtog en 24-årig kvinde i to timer – imens han truede hende med en kniv og gav hende bind for øjnene. Under voldtægten havde han også drukket mælk fra hendes køleskab. Lychau Hansen blev tiltalt for voldtægten idet man fandt belastende DNA-spor på mælkekartonen fra offerets køleskab, samtidigt med at der blev fundet håndaftryk der matchede hans, på højre dørkam af offerets badeværelsesdør.[kilde mangler]

### Voldtægt i 2007
Den 22. juli 2007 blev en 47-årige kvinde trukket ind på et grønt område ved Vangede Kirke i Vangede nær Gentofte, hvor gerningsmanden tog hendes bælte af og spændte det om halsen på hende, mens han tvang hende til anden kønslig omgang end samleje. Kvinden var ved at blive kvalt under voldtægten. Lychau Hansen var sigtet for voldtægten, men på grund af manglende DNA-materiale og beviser, blev han ved Københavns Byret den 22. december 2011 frikendt for voldtægten.

### Kolonihave-voldtægten i 2010
Den 25. september 2010 blev en 17-årig pige overfaldet, voldtaget og truet med en kniv til anden kønslig omgang end samleje i et kolonihaveområde på Amager. Da gerningsmanden flygtede fra stedet, tabte han sit kondom få meter fra gerningsstedet. Politiet fandt ud af, at DNA'et var identisk med det DNA, man havde fundet på en mælkekarton efter voldtægten på Amagerkollegiet i 2005 og på liget af Lene Buchardt Rasmussen i 1990.

## Retsforfølgelse

### Anholdelse
Lychau Hansen blev den 12. november 2010 klokken 15.23 anholdt på sin bopæl, Danshøjvej 56 i Valby, sigtet for voldtægtsdrabet på Lene Buchardt Rasmussen og to voldtægter. Han blev dagen efter, den 13. november 2010, fremstillet i grundlovsforhør i Københavns Byret, hvor han blev varetægtsfængslet frem til den 8. december 2010. Han blev overført til Vestre Fængsel, hvor han sad i frivillig isolation. Efterfølgende fik han forlænget sin varetægtsfængsling og blev yderligere sigtet for ét drab mere samt seks voldtægter.
På dagen for anholdelsen blev Lychau Hansens hjem ransaget, og politiet fandt en kondompakke af mærket Thin fra det svenske kondomfirma RFSU. Samme mærke som var anvendt ved kolonihave-voldtægten i 2010.

### Retssagen
Retssagen mod Lychau Hansen begyndte i Københavns Byret den 2. november 2011 og varede frem til den 22. december 2011. Lychau Hansen nægtede sig skyldig i alle anklager. Anklageren nedlagde påstand om fængsel på livstid, mens forsvareren nedlagde påstand om en tidsbestemt straf. Marcel Lychau Hansen blev den 19. december 2011 dømt skyldig i to drab og seks voldtægter samt forsøg på brandstiftelse. Tre dage senere den 22. december blev straffen udmålt til fængsel på livstid. Lychau Hansen ankede ikke dommen.

### Fængsel
Lychau Hansen sad under sin varetægtsfængsling i Vestre Fængsel. Efter dommen blev han siddende i Vestre Fængsel. Han blev i juni 2012 overført til Anstalten ved Herstedvester, men blev den 23. juli 2012 tvangsflyttet til superfængslet Statsfængslet Østjylland, idet man mente at han var flugttruet, og fordi han har afvist at modtage nogle af fængslets tilbud såsom psykoterapi.

### Sædplan
Den 15. december 2011 kom det til politiets kendskab, at Lychau Hansen havde udsmuglet breve og sin egen sæd fra Vestre Fængsel, hvor han sad varetægtsfængslet. Lychau Hansens søns kæreste afleverede fire breve samt en afklippet spids fra en gummihandske med hans sæd til Nordsjællands Politi i Frederikssund. Lychau Hansen sendte i alt otte breve til sin søn med sæd, spyt og hår pakket ind i gummidutter. Han opfordrede sønnen til at overfalde en tilfældig kvinde og anbringe materialet på hende. På den måde ville politiet finde hans DNA, mens han selv sad i fængsel. Dermed ville det, efter Lychau Hansens opfattelse, være bevist, at der i Danmark var en anden person med DNA svarende nøjagtigt til hans eget, og at dommen over ham således var forkert. I ét af brevene til sin søn, havde han skrevet følgende instrukser: »Du skal ikke slå nogen ihjel for mig, højst slå en eller anden ned og plante DNA«.
Lychau Hansen og sønnen blev begge sigtet, men politiet opgav dog efterfølgende at tiltale sønnen i retten. Lychau Hansen indrømmede, at det var hans DNA. Han blev den 25. juni 2012 i Københavns Byret dømt skyldig i at have opfordret sin søn til at begå voldtægt. Marcel Lychau Hansen fik ikke en tillægsstraf, da han i forvejen afsoner lovens strengeste straf, men kendelsen kan blive aktuel, når det på et tidspunkt skal vurderes, om han skal prøveløslades. Lychau Hansen ankede ikke dommen.